# Кузьмин, Дмитрий Андреевич
Дми́трий Андре́евич Кузьми́н (1885 — ?) — директор (ректор) Пермского университета (1934—1935).

## Биография
С марта 1917 г. — член ВКП(б). В течение 16 лет работал кузнецом.
С 1918 по 1923 служил в РККА в разных частях в качестве командира полка, командира батальона, комиссара.
1926–1930 гг. — учёба в Институте народного хозяйства.
1930–1931 гг. — директор учебного комбината г. Тулы;
С 1 декабря 1933 г. доцент Д. А. Кузьмин утвержден в Наркомпросе РСФСР директором Пермского университета.
С 9 января 1934 г. (приказ по ПГУ № 227-А от 09.01.34 г.) приступил к исполнению обязанностей директора (ректора) и работал в этой должности до 10 мая 1935 г. (приказ № 76 от 10.05.35 г.).
После этого 25 мая 1935 г. командирован в Москву в Наркомпрос РСФСР.
Дальнейшая судьба Д. А. Кузьмина неизвестна. Известно, что в 1935 г. секретарь парткома университета, будущий ректор А. И. Букирев получил выговор горкома партии и снят с поста секретаря парткома «за примиренческое отношение и непринятие мер против фактов бытового разложения бывшего директора Пермского государственного университета Кузьмина».